# Sundarbans nationalpark
Sundarbans nationalpark är en nationalpark i Indien.   Den ligger i delstaten Västbengalen, i den östra delen av landet, 1 400 km sydost om huvudstaden New Delhi. Sundarbans nationalpark ligger 4 meter över havet.
Savannklimat råder i trakten. Årsmedeltemperaturen i trakten är 23 °C. Den varmaste månaden är april, då medeltemperaturen är 26 °C, och den kallaste är januari, med 20 °C. Genomsnittlig årsnederbörd är 2 065 millimeter. Den regnigaste månaden är juli, med i genomsnitt 439 mm nederbörd, och den torraste är mars, med 3 mm nederbörd.